# Separation (musikalbum)
Separation är Separations självbetitlade debutalbum, utgivet av Desperate Fight Records 1997.

## Låtlista[1]
1. "PunkRockAttitude" - 0:27
2. "Existence Preceeds Essence" - 1:50
3. "Division" - 2:02
4. "Think" - 1:38
5. "Another Silent Autumn" - 2:29
6. "Dumb, Dumber, Those in Command" - 2:18
7. "A Song for the Homeless" - 2:48
8. "Subjective Objectivity" - 2:55
9. "This World Is Ours!" - 2:53
10. "FourtySeven" - 1:40
11. "Ninethousand Lives" - 2:09
12. "The Victorious and the Dead" - 1:41

## Personal[1]
- Axel Stattin - bas
- Jonas Lyxzén - trummor
- Lars Strömberg - gitarr, sång